# 伯班克 (加利福尼亚州)
伯班克（英語：Burbank）是一座位于美国加利福尼亚州洛杉矶县中部的城市，是大洛杉矶地区的组成部分之一。
伯班克被称为「世界媒体之都」（Media Capital of the World），包括國家廣播公司、华特迪士尼公司、美国广播公司、尼克国际儿童频道、华纳兄弟及DC Comics等许多媒体与娱乐公司的总部或重要部门都设在这里。
根据美国人口调查局2000年统计，伯班克共有人口100,316人，其中白人占72.18%、亚洲人占9.15%、非裔美国人占2.06%、美国原住民占0.55%、太平洋岛国人占0.14%。

## 友好城市
- 哈博罗内
- 大韓民國仁川
- 巴西庫里蒂巴
- 日本太田市
- 瑞典索尔纳